# Hans Morawitz
Hans Morawitz (* 1. Februar 1893 in Donaufeld, Österreich-Ungarn; † 3. August 1966 in Hannover) war ein österreichischer Politiker (SDAP). Morawitz war von 1921 bis 1922 Abgeordneter zum Niederösterreichischen Landtag und von 1923 bis 1925 Abgeordneter zum Nationalrat sowie Landtagspräsident des Burgenländischen Landtags. 
Morawitz besuchte nach der Volksschule die Bürgerschule und erlernte den Beruf des Schlossers. Er engagierte sich in der sozialdemokratischen Bildungs- und Arbeiterorganisation in Niederösterreich und war Parteisekretär im Weinviertel. Zudem arbeitete er als Redakteur des Volksboten und war von 1919 bis 1925 Obmann des Österreichischen Land- und Forstarbeiter-Verbandes. Er vertrat die Sozialdemokratische Partei vom 11. Mai 1921 bis zum 14. September 1923 im Niederösterreichischen Landtag und war danach vom 13. November 1923 bis zum 9. November 1925 Abgeordneter zum Burgenländischen Landtag sowie ab dem 4. Jänner 1924 Landtagspräsident des Burgenlandes. Des Weiteren war er vom 17. Juli 1922 bis zum 1. Oktober 1925 Abgeordneter zum Nationalrat, wobei er durch Mandatsverzicht aus dem Nationalrat ausschied. Morawitz war innerparteilich zudem Mitglied des Landesparteivorstandes Burgenland, zwischen dem 14. Mai 1922 und dem 8. Dezember 1924 Landesparteiobmann und vertrat die burgenländischen Sozialdemokraten zwischen 1922 und 1923 im Reichsparteivorstand. Morawitz trat am 25. November 1925 aus der Sozialdemokratischen Partei aus und verließ nach den Februarkämpfen am 27. Februar 1934 Österreich.
Morawitz heiratete zum ersten Mal 1918 in Wien und vermählte sich 1942 in Den Haag zum zweiten Mal. Sein Vater Johann Morawitz war beruflich als Binder und später als Konsumangestellter in Wien tätig.